# 파인디앤씨
파인디앤씨는 TFT-LCD를 생산하는 코스닥 상장기업이다.

## 사업
주력 사업은 액정표시장치(LCD)의 부품인 탑섀시(TOP-CHASSIS)와 바텀섀시(BOTTOM-CHASSIS)다. 삼성전자와 한솔LCD, 태산엘시디, 디에스엘시디 등에 제품을 공급한다. 2010년 9월 기준으로 TOP-CHASSIS의 매출 비중이 33%, BOTTOM-CHASSIS의 매출 비중이 63%다. 최대주주는 홍성천 대표로 보유 지분은 특수관계인을 포함해 21.73%이다. 계열사로는 인피니티 파트너스, 중국범윤(무석)전자, 파인디앤씨 슬로바키아 등 3개 회사가 있다.

## 역사
전신은 1992년 세워진 화인테크다. 1999년 회사 형태를 법인으로 전환하고 이름을 (주)화인기연으로 바꾸고, 2000년 회사 이름을 지금의 (주)파인디앤씨로 바꿨다. 이 해에 파인디앤씨 부설연구소를 세웠다. 2001년 중소기업청으로부터 벤처기업 인증을 받았으며, 코스닥시장에 등록했다. 2006년 수출 7000만불탑을, 2007년 수출 1억불탑을 받았다.

## 증시
파인디앤씨는 2013년 실적부진으로 2014년 초 800원대까지 내려갔으나, 실적이 개선되자 같은해 8월 2,000원 이상으로 올라 '실적개선으로 지폐주가 된 동전주'의 사례로 신문기사에 실리기도 했다. 거래대금은 하루에 1억 남짓으로, 증시에서 많이 거래되는 종목은 아니다.

## 같이 보기
- 동전주
- 주식 투자

## 참고 문헌
- 와이즈에프엔
- 다음 증권